# چارچوب آزمون خودکار
چارچوب آزمون خودکار (به انگلیسی: Automated Testing Framework) یک چارچوب تست برای آزمودن و رفع کردن اشکالات نرم‌افزارهاست که در ابتدا در سال ۲۰۰۷ در پروژه تابستان پر از کد گوگل برای نت‌بی‌اس‌دی نوشته شد. این چارچوب همچنین در بسیاری از کمپانی‌های تولیدکننده دستگاه‌های تلفن همراه هم به منظور تست کردن آخرین نسخه از سیستم‌عامل یا برنامه‌های کاربردی مورد استفاده قرار می‌گیرد. این چارچوب، ابزاری مفید برای تست کردن نرم‌افزارهاست که بسیاری از کارهای ساده و وقت‌گیر از جمله کلیک کردن و تعویض کردن برنامه‌ها را به صورت خودکار برای توسعه‌دهندگان نرم‌افزار انجام می‌دهد. به علاوه به کمک آزمون رگرسیون روزانه هم شانس پی بردن و کشف کردن باگ‌ها قبل از منتشر کردن نسخه جدید نرم‌افزار بالا می‌رود. آزمون‌ها را می‌توان به زبان‌های سی، سی++ یا یک پوسته سازگار با پازیکس نوشت. از جمله اهداف این پروژه این است که آزمون‌ها به صورت جامع باشند و کاربر نهایی بتواند آنها را به صورت دوره‌ای اجرا کند. این چارچوب یک نرم‌افزار آزاد است و تحت پروانه بی‌اس‌دی عرضه می‌شود.